# Ajmonia
Ajmonia es un género de arañas araneomorfas de la familia Dictynidae. Se encuentra en las regiones paleárticas.

## Lista de especies
Según The World Spider Catalog 12.0:
- Ajmonia aurita Song & Lu, 1985
- Ajmonia capucina (Schenkel, 1936)
- Ajmonia lehtineni Marusik & Koponen, 1998
- Ajmonia numidica (Denis, 1937)
- Ajmonia patellaris (Simon, 1910)
- Ajmonia procera (Kulczynski, 1901)
- Ajmonia psittacea (Schenkel, 1936)
- Ajmonia velifera (Simon, 1906)